# Hypermaepha maroniensis
Hypermaepha maroniensis är en fjärilsart som beskrevs av William Schaus 1905. Hypermaepha maroniensis ingår i släktet Hypermaepha och familjen björnspinnare. Inga underarter finns listade i Catalogue of Life.